# Gastón Giménez
Gastón Claudio Giménez (Formosa, 27 de julio de 1991) es un futbolista argentino, nacionalizado paraguayo. Juega como mediocampista y su equipo actual es Cerro Porteño de la Primera División de Paraguay. Es internacional con la selección de fútbol de Paraguay.

## Trayectoria

### Almirante Brown
Hijo de paraguayos. Surgido de la cantera del Club Almirante Brown donde debutó en 2009. Su mejor paso fue en 2013 donde jugó 32 encuentros y marcó 3 goles, con un total de 88 partidos, anotando 4 goles. Es uno de los máximos ídolos de la Institución de La Matanza.

### Atlético Tucumán
En 2014, fichó para el club tucumano con el cual formó una buena dupla de contención con Pablo Garnier que hizo vibrar a la gente. Sin embargo en la segunda vuelta, Giménez tuvo un declive en su rendimiento, y su equipo fracasó en el intento de ascenso a Primera División. Jugó 15 partidos anotando 1 gol, frente a Sportivo Belgrano.

### Godoy Cruz
En 2015, Giménez pasaría a ser un nuevo refuerzo del "tomba", club en el cual pasaría dos temporadas. Giménez jugaría 68 encuentros y marcaría 4 tantos. 

### Estudiantes de La Plata
A finales de 2017, Giménez se convirtió en nuevo jugador del equipo pincharrata, siendo dirigido el mismo por Lucas Bernardi, que en su momento lo dirigió en Godoy Cruz. Disputó 13 cotejos y no marcó ningún gol.

### Vélez Sársfield
En 2018, Giménez llega a la entidad de Liniers bajo las órdenes del Gringo, Gabriel Heinze por 1.5 millones de dólares, donde se convierte en figura y capitán,  es citado a la selección de Lionel Scaloni. El 5 de marzo de 2020 es adquirido por el Chicago Fire de la MLS por la suma total de 4.3 millones de dólares.

## Selección nacional

### Selección de Argentina
Sus buenas actuaciones en Vélez Sarsfield le valieron una sorpresiva convocatoria a la selección argentina en noviembre de 2018. El entrenador del combinado nacional, Lionel Scaloni , había citado llamativamente a Giménez días después de haber dado a conocer la lista oficial de los jugadores convocados, junto al portero del Tottenham Hotspur, Paulo Gazzaniga. Disputó los últimos minutos de un encuentro amistoso ante México el 16 de noviembre, entrando a los 88 minutos por el mediocampista, Leandro Paredes, donde la albiceleste triunfaría por 2-0 frente al tricolor.

### Selección de Paraguay
Tras naturalizarse paraguayo, el tonga debutaría en la selección de fútbol de Paraguay el 8 de octubre de 2020, en lo que sería empate 2 a 2 frente a Perú por las Eliminatorias Sudamericanas. En su segundo partido marcaría el gol de la victoria para Paraguay ante Venezuela.

### Participaciones en Copas Américas
| Copa              | Sede   | Resultado        | Partidos | Goles |
| ----------------- | ------ | ---------------- | -------- | ----- |
| Copa América 2021 | Brasil | Cuartos de final | 2        | 0     |

#### Goles en la selección
| Goles con la Selección de Paraguay | Goles con la Selección de Paraguay | Goles con la Selección de Paraguay | Goles con la Selección de Paraguay | Goles con la Selección de Paraguay | Goles con la Selección de Paraguay | Goles con la Selección de Paraguay | Goles con la Selección de Paraguay | Goles con la Selección de Paraguay |
| Resultados                         | Resultados                         | Resultados                         | Resultados                         | Lugar                              | Estadio                            | Fecha                              | Tipo                               | Goles                              |
| ---------------------------------- | ---------------------------------- | ---------------------------------- | ---------------------------------- | ---------------------------------- | ---------------------------------- | ---------------------------------- | ---------------------------------- | ---------------------------------- |
| Paraguay                           | 1                                  | 0                                  | Venezuela                          | Mérida                             | Estadio Metropolitano de Mérida    | 13 de octubre de 2020              | Eliminatorias Sudamericanas 2022   | 1 gol                              |

## Estadísticas

### Clubes
Actualizado hasta su último partido disputado el 30 de julio de 2025.
| Club                              | Div.          | Temporada     | Liga  | Liga  | Liga   | Copas nacionales | Copas nacionales | Copas nacionales | Torneos internacionales | Torneos internacionales | Torneos internacionales | Total | Total | Total  |
| Club                              | Div.          | Temporada     | Part. | Goles | Asist. | Part.            | Goles            | Asist.           | Part.                   | Goles                   | Asist.                  | Part. | Goles | Asist. |
| --------------------------------- | ------------- | ------------- | ----- | ----- | ------ | ---------------- | ---------------- | ---------------- | ----------------------- | ----------------------- | ----------------------- | ----- | ----- | ------ |
| Almirante Brown Argentina         | 2.ª           | 2011-12       | 20    | 1     | 0      | —                | —                | —                | —                       | —                       | —                       | 20    | 1     | 0      |
| Almirante Brown Argentina         | 2.ª           | 2012-13       | 32    | 0     | 0      | 1                | 0                | 0                | —                       | —                       | —                       | 33    | 0     | 0      |
| Almirante Brown Argentina         | 2.ª           | 2013-14       | 37    | 3     | 0      | 1                | 0                | 0                | —                       | —                       | —                       | 37    | 3     | 0      |
| Almirante Brown Argentina         | Total club    | Total club    | 89    | 4     | 0      | 2                | 0                | 0                | 0                       | 0                       | 0                       | 91    | 4     | 0      |
| Atlético Tucumán Argentina        | 2.ª           | 2014          | 15    | 1     | 0      | —                | —                | —                | —                       | —                       | —                       | 15    | 1     | 0      |
| Atlético Tucumán Argentina        | Total club    | Total club    | 15    | 1     | 0      | 0                | 0                | 0                | 0                       | 0                       | 0                       | 15    | 1     | 0      |
| Godoy Cruz Argentina              | 1.ª           | 2015          | 17    | 0     | 0      | —                | —                | —                | —                       | —                       | —                       | 17    | 0     | 0      |
| Godoy Cruz Argentina              | 1.ª           | 2016          | 6     | 0     | 0      | —                | —                | —                | —                       | —                       | —                       | 6     | 0     | 0      |
| Godoy Cruz Argentina              | 1.ª           | 2016-17       | 22    | 2     | 3      | 2                | 0                | 0                | 5                       | 1                       | 1                       | 29    | 3     | 4      |
| Godoy Cruz Argentina              | 1.ª           | 2017-18       | 11    | 0     | 1      | 3                | 1                | 0                | 2                       | 0                       | 0                       | 16    | 1     | 1      |
| Godoy Cruz Argentina              | Total club    | Total club    | 56    | 2     | 4      | 5                | 1                | 0                | 7                       | 1                       | 1                       | 68    | 4     | 5      |
| Estudiantes de La Plata Argentina | 1.ª           | 2017-18       | 9     | 0     | 1      | —                | —                | —                | 4                       | 0                       | 0                       | 13    | 0     | 1      |
| Estudiantes de La Plata Argentina | Total club    | Total club    | 9     | 0     | 1      | 0                | 0                | 0                | 4                       | 0                       | 0                       | 13    | 0     | 1      |
| Vélez Sarsfield Argentina         | 1.ª           | 2018-19       | 24    | 0     | 1      | 4                | 1                | 0                | —                       | —                       | —                       | 28    | 1     | 1      |
| Vélez Sarsfield Argentina         | 1.ª           | 2019-20       | 19    | 0     | 1      | —                | —                | —                | 2                       | 0                       | 0                       | 21    | 0     | 1      |
| Vélez Sarsfield Argentina         | Total club    | Total club    | 43    | 0     | 2      | 4                | 1                | 0                | 2                       | 0                       | 0                       | 49    | 1     | 2      |
| Chicago Fire Estados Unidos       | 1.ª           | 2020          | 18    | 0     | 3      | —                | —                | —                | —                       | —                       | —                       | 18    | 0     | 3      |
| Chicago Fire Estados Unidos       | 1.ª           | 2021          | 25    | 2     | 1      | —                | —                | —                | —                       | —                       | —                       | 25    | 2     | 1      |
| Chicago Fire Estados Unidos       | 1.ª           | 2022          | 22    | 0     | 2      | —                | —                | —                | —                       | —                       | —                       | 22    | 0     | 2      |
| Chicago Fire Estados Unidos       | 1.ª           | 2023          | 31    | 1     | 1      | 4                | 0                | 1                | 3                       | 0                       | 0                       | 38    | 1     | 2      |
| Chicago Fire Estados Unidos       | 1.ª           | 2024          | 29    | 1     | 2      | —                | —                | —                | 2                       | 0                       | 0                       | 31    | 1     | 2      |
| Chicago Fire Estados Unidos       | Total club    | Total club    | 125   | 4     | 9      | 4                | 0                | 1                | 5                       | 0                       | 0                       | 134   | 4     | 10     |
| Cerro Porteño Paraguay            | 1.ª           | 2025          | 18    | 0     | 2      | —                | —                | —                | 5                       | 0                       | 0                       | 23    | 0     | 2      |
| Cerro Porteño Paraguay            | Total club    | Total club    | 18    | 0     | 2      | 0                | 0                | 0                | 5                       | 0                       | 0                       | 23    | 0     | 2      |
| Total carrera                     | Total carrera | Total carrera | 355   | 11    | 18     | 15               | 2                | 1                | 23                      | 1                       | 1                       | 393   | 14    | 20     |
| 1. 2. 3.                          |               |               |       |       |        |                  |                  |                  |                         |                         |                         |       |       |        |

### Selección nacional
Actualizado hasta su último partido disputado el 5 de septiembre de 2021.
| Selección          | Año             | Amistosos | Amistosos | Amistosos | Eliminatorias | Eliminatorias | Eliminatorias | Continental | Continental | Continental | Mundial | Mundial | Mundial | Total | Total | Total  |
| Selección          | Año             | Part.     | Goles     | Asist.    | Part.         | Goles         | Asist.        | Part.       | Goles       | Asist.      | Part.   | Goles   | Asist.  | Part. | Goles | Asist. |
| ------------------ | --------------- | --------- | --------- | --------- | ------------- | ------------- | ------------- | ----------- | ----------- | ----------- | ------- | ------- | ------- | ----- | ----- | ------ |
| Absoluta Argentina | 2018            | 1         | 0         | 0         | —             | —             | —             | —           | —           | —           | —       | —       | —       | 1     | 0     | 0      |
| Absoluta Argentina | Total           | 1         | 0         | 0         | 0             | 0             | 0             | 0           | 0           | 0           | 0       | 0       | 0       | 1     | 0     | 0      |
| Absoluta Paraguay  | 2020            | —         | —         | —         | 4             | 1             | 0             | —           | —           | —           | —       | —       | —       | 4     | 1     | 0      |
| Absoluta Paraguay  | 2021            | —         | —         | —         | 3             | 0             | 0             | 2           | 0           | 0           | —       | —       | —       | 5     | 0     | 0      |
| Absoluta Paraguay  | Total           | 0         | 0         | 0         | 7             | 1             | 0             | 2           | 0           | 0           | 0       | 0       | 0       | 9     | 1     | 0      |
| Total selección    | Total selección | 0         | 0         | 0         | 9             | 1             | 0             | 2           | 0           | 0           | 0       | 0       | 0       | 10    | 1     | 0      |
| 1. 2.              |                 |           |           |           |               |               |               |             |             |             |         |         |         |       |       |        |